# Korcivka, Radehiv
Korcivka (în ucraineană Корчівка) este un sat în comuna Kulîkiv din raionul Radehiv, regiunea Liov, Ucraina.

## Demografie
Componența lingvistică a localității Korcivka
     Ucraineană (100%)
Conform recensământului din 2001, toată populația localității Korcivka era vorbitoare de ucraineană (100%).